# أوليفير بارديني
أوليفير بارديني (بالفرنسية: Olivier Pardini) (و. 1985  م) هو راكب دراجة هوائية بلجيكي.

## سباقات أو مراحل فاز بها
| التاريخ        | السباق                                    | المركز                  |
| -------------- | ----------------------------------------- | ----------------------- |
| 02 يوليو 2011  | أوملوب هيت نيووسبلاد بيلوفتن 2011         | الثالث في التصنيف العام |
| 14 أغسطس 2012  | 2012 Heusden Koers                        |                         |
| 01 يناير 2013  | سباق جائزة ليليرس الكبرى 2013             |                         |
| 27 يوليو 2014  | 2014 Grand Prix de la ville de Pérenchies |                         |
| 24 مايو 2015   | باريس-أراس تور 2015                       |                         |
| 27 سبتمبر 2015 | 2015 Duo Normand                          |                         |
| 27 فبراير 2016 | كلاسيك سود أرديتشي 2016                   |                         |
| 13 مارس 2016   | إستريان سبرينغ تروفي 2016                 | الفائز في التصنيف العام |
| 27 مارس 2016   | تور دو نورماندي 2016                      |                         |
| 02 أبريل 2016  | فولتا ليمبورغ الكلاسيكي 2016              | الثامن في التصنيف العام |
| 10 أبريل 2016  | سيركويت ديس آردن 2016                     | الفائز في التصنيف العام |
| 11 سبتمبر 2017 | جي بي مارسيل كينت 2017                    |                         |

## روابط خارجية
- أوليفير بارديني على موقع الاتحاد الدولي للدراجات (الإنجليزية)
- أوليفير بارديني على موقع أرشيف الدراجات (الإنجليزية)
- أوليفير بارديني على موقع إحصائيات الدراجات الإحترافية (الإنجليزية)
- أوليفير بارديني على موقع نسبة الدراجات (الإنجليزية)